# Jens Leschly
Jens Leschly (13. juli 1759 i Frederikstad – 20. december 1843 i Glückstadt) var en dansk officer.
Han var søn af tolder Ernst Melchior Leschly (8. december 1712 – 10. marts 1793) og dennes 2. hustru, Anne Thue, f. Blix. Leschly indtrådte i sit 16. år i Det militære Institut i Christiania og afgik derfra 1780 med medaljen «For Flid og Dyd» som sekondløjtnant i søndenfjeldske infanteriregiment. Under felttoget 1788 mod Sverige, da Leschly var adjudant hos general Johann Friedrich von und zu Mansbach, fik landgrev Carl af Hessen interesse for ham og bevirkede, at Leschly 1789 blev premierløjtnant i slesvigske infanteriregiment og derefter adjudant hos landgreven. Men kort efter blev han indkommanderet på L.J. Binzers generalstabsskole, og allerede 1791 blev han kaptajn, "fordi han med god nytte har frekventeret de militære Undervisninger i Kiel". 1799 blev han chef for det nyoprettede grenaderjægerkompagni i Altona. Under rustningerne i vinteren 1800-01 var han på Helgoland for at holde øje med de engelske flådebevægelser. 29. marts 1801 var Leschly i teten af de danske tropper, som besatte Hamborg; samme dato afgik han til København med melding om det passerede. Under de påfølgende års urolige forhold ved Danmarks sydgrænse var Leschly, som blev major 1805, på sin fremskudte post i Altona kronprins Frederiks tillidsmand, bl.a. i forholdet til den sårede preussiske general, hertug Karl Wilhelm Ferdinand af Braunschweig-Wolfenbüttel, der var flygtet til Ottensen og døde her 11. november 1806.
Efter at have været på kystvagt i Wagrien fik Leschly i 1813 som oberstløjtnant kommandoen over holstenske skarpskyttekorpses 1. bataljon, der hørte til observationskorpset ved Elben og senere til det auxiliærkorps, som under Frederik af Hessen blev underlagt Louis-Nicolas Davout. Under Charles Lallemand rykkede Leschly ind i Mecklenburg; og da det dansk-franske korps gik tilbage, dannede Leschly arrieregarden for den kolonne, som marcherede til Lübeck. Her forblev Leschly i de 3 måneder, medens Ratzeburg og Steckenitz-stillingen holdtes. Under retræten til Ejderen hørte Leschly atter til bagtravet. Dette blev 7. december indhentet af svenskerne ved Bornhøved. Leschly, der med jernhånd holdt sit overanstrengte mandskab sammen, afviste på kort afstand et par rytterangreb og afsluttede kampen ved at tilføje de fra landsbyen tilbagesusende svenske husarer store tab. Ved Sehested 10. december dækkede Leschly auxiliærkorpsets flanke og ryg og dannede efter kampen på ny arrieregarden, som først efter midnat afmarcherede til Rendsborg. På grund af hans færd under felttoget kaldte Frederik af Hessen ham "Ridderen uden Frygt og Lyde".
1814 blev Leschly oberst (med anciennitet fra 1810) og Ridder af Dannebrog, 1817 kommandør for lauenborgske jægerkorps i Kiel, 1822 chef for Dronningens Livregiment i Glückstadt, 1824 Dannebrogsmand, 1826 Kommandør og 1829 Storkors af Dannebrog, 1831 generalmajor. 1840 fik han efter ansøgning afsked som karakteriseret generalløjtnant. Han boede i Glückstadt til sin død, 20. december 1843, og er begravet der. Han var ugift, men en brorsøns søn af Leschly var generalløjtnant Mauritz Leschly (1841–1930), hvis søn var generalmajor Erik Leschly (1880–1964).
Han er gengivet i miniature og relief (familieeje).